# 劉兆梅
劉兆梅（?—?），湖南省岳州府巴陵縣人，清朝政治人物、進士出身。
光緒三年（1877年），参加丁丑科殿試，登進士二甲第76名。同年五月，分部學習。